# František Šebera
František Šebera (28. dubna 1907 – 30. října 1985) byl český a československý politik Československé strany lidové, poslanec České národní rady a Sněmovny národů Federálního shromáždění za normalizace.

## Biografie
K roku 1971 se uvádí coby vedoucí odboru dopravy ONV Jindřichův Hradec.
Po provedení federalizace Československa usedl do Sněmovny národů Federálního shromáždění. Mandát nabyl až dodatečně v březnu 1971. Do federálního parlamentu ho nominovala Česká národní rada, kde rovněž zasedal dodatečně (od listopadu 1969). Ve federálním parlamentu setrval až do konce funkčního období, tedy do voleb v roce 1971. Ve volbách roku 1971 byl zvolen znovu do ČNR, kde setrval až do konce volebního období, tedy do roku 1976.